# タナー講義
人間の価値についてのタナー講義（にんげんのかちについてのタナーこうぎ、英: Tanner Lectures on Human Values）とは、アメリカの学者オバート・クラーク・タナーが1978年7月1日にケンブリッジ大学クレア・ホールで創始した、複数大学で開催される人文学の記念講義である。講義の設立主旨は次の通り。
私の望みは、この講義が人類の知的・道徳的な生活に貢献することである。講義は人間の行為と価値をより良く理解せんとする探求として開催される。理解するという目的は内在的な価値を有しているが、結果的に個人や社会の生活の質を向上させるという実践的な帰結を持つこともあるだろう。
タナー講義は一流大学で開催される最も名誉ある記念講義の一つであり、講師に指名されることは、人間の価値の分野における「類稀な達成」であると認識されている。

## 加盟校
下記の9大学は定期的に講義会場となる加盟校である。
- オックスフォード大学リナカー・カレッジ（英語版）
- カリフォルニア大学バークレー校
- ケンブリッジ大学クレア・ホール
- ハーバード大学
- ミシガン大学
- プリンストン大学
- スタンフォード大学
- ユタ大学
- イェール大学
- サザン・ユタ大学（英語版）

## 講義
- 1991 (スタンフォード大学) ジェラルド・コーエン—"Incentives, Inequality, and Community"（「インセンティブ・不平等・共同体」、渡辺雅男、佐山圭司訳『あなたが平等主義者なら、どうしてそんなにお金持ちなのですか』こぶし書房、2006年、収録）
- 1991 (カリフォルニア大学サンディエゴ校) クワメ・アンソニー・アッピア—"Race, Culture, Identity: Misunderstood Connections"
- 1998 (オックスフォード大学): マイケル・サンデル—What Money Can't Buy: The Moral Limits of Markets（鬼澤忍訳『それをお金で買いますか――市場主義の限界』早川書房、2012年；［文庫版］2014年）
- 2000–2001 (カリフォルニア大学バークレー校): ジョセフ・ラズ—The Practice of Value[5]
- 2001–2002 (カリフォルニア大学バークレー校): フランク・カーモード
- 2010 (ケンブリッジ大学): スーザン・スミス–Care-full markets – Miracle or Mirage?[6]
- 2011 (イェール大学): レベッカ・ゴールドスタイン - "The Ancient Quarrel: Philosophy and Literature," [7]
- 2011–2012 (カリフォルニア大学バークレー校): サミュエル・シェフラー—The Afterlife[8]
- 2012 (スタンフォード大学): ジョン・クーパー（英語版）[9]
- 2013 (オックスフォード大学): マイケル・イグナティエフ—Representation and Responsibility: Ethics and Public Office[10]（添谷育志、金田耕一訳『人権の政治学』風行社、2006年）
- 2013 (カリフォルニア大学バークレー校): フランシス・カム
- 2014 (ハーバード大学): ローワン・ウィリアムズ–The Paradox of Empathy[11]
- 2014 (オックスフォード大学): シャミ・チャクラバルティ—Human Rights as Human Values (upcoming)[10]
- 2014 (ケンブリッジ大学): ピーター・ギャリソン—"Science, Secrecy and the Private Self" (upcoming)[12]
- 2015 (ミシガン大学): ルース・ベーダー・ギンズバーグ—"A Conversation with Ruth Bader Ginsburg, Associate Justice of the Supreme Court of the United States"[13]